# ضیاءالدین شهرزوری
ضیاءُالدّین قاسم بن یحیی شهرزوری با لقب ابوالفضائل (۱۱۴۰-۱۲۰۳م) (نسب: قاسم بن یحیی بن عبدالله بن قاسم) قاضی، محدث و فقیه شامی در سدهٔ ششم هجری بود که گرایش‌های صوفیانه داشت و شعر نیز سرود. 

## زندگی
در ۱۱۴۰م/ ۵۳۴ق به گمان بسیار در دمشق زاده شد. 
نزد یوسف دمشقی در مدرسهٔ نظامیه بغداد فقه خواند و حدیث فراگرفت؛ سپس به دمشق بازگشت. هنگامی که عمویش قاضی کمال‌الدین (محمد بن عبدالله بن قاسم) در ۱۱۱۷م/ ۵۷۲ق درگذشت، او را به جانشینی در دادستانی (قاضی القضات) گماشت. اما دیری نپایید که صلاح‌الدین ایوبی او را به سفیری میان خود و خلیفهٔ بغداد گماشت. در این منصب، مدتی پس از درگذشت صلاح‌الدین بماند.
در ۱۱۸۰م/ ۵۷۵ق، ضیاءالدین شهرزوری به دادستانی کل بغداد منصوب شد. این امر خوشایندش نبود، پس از اجازهٔ ناصر لدین‌الله، به شام برگشت. شهرزوری همچنین در موصل سپس حماة ساکن شد. در حماة نیز مدتی قاضی بود. همان‌جا در رجب ۵۹۹ق/ مارس یا آوریل ۱۲۰۳م درگذشت.